# Светозар Бороевич
Светозар Бороевич фон Бойна (на немски: Svetozar Boroević von Bojna; * 13 декември 1856, Уметич, Австрийска империя; † 23 май 1920, Клагенфурт, Австрия) е австро-унгарски фелдмаршал, считан за един от най-добрите отбранителни стратези през Първата световна война.

## Ранен живот
Бороевич е роден на 13 декември 1856 г. в хърватското село Уметич, тогава попадащо в рамките на Военната граница. Баща му, Адам, е граничен офицер. Покръстен е като източноправославен. Според някои източници той е етнически хърватин, докато други го определят като сърбин. Самият той се счита за хърватин.
По време на Източната криза, баща му се сражава в Италия, Унгария и Босна и Херцеговина, и е награден със сребърен медал за храброст. Бороевич има и брат, Никола, който е полковник и също получава благородническа титла през 1917 г.
Бороевич се записва в кадетско училище още на 10-годишна възраст. Премества се в Сремска Каменица, а след това в Грац, където учи във военни академии. Издига се бързо във военната йерархия (ефрейтор през 1872 г., лейтенант през 1875 г.) и е назначен за командир на 42-ра дивизия в рамките на Кралската хърватска домашна гвардия (отбранителни сили).
По време на австро-унгарската окупация на Босна и Херцеговина той е повишен на оберлейтенант през 1880 г. В периода 1887 – 1891 г. преминава допълнително военно обучение и работи като преподавател след това, ставайки майор през 1892 г. Жени се за Леонтина фон Роснер през 1889 г., която е дъщеря на австрийския полковник Фридрих Ритер фон Роснер. Двамата имат син, който умира през 1918 г.
През 1897 г. е произведен в полковник, а на следващата година е назначен за началник-щаб на 7-и корпус в редиците на Имперската армия, където остава до 1904 г. През 1903 г. Бороевич е официално освободен от Кралската хърватска домашна гвардия. Повишен е на генерал-майор през 1904 г., а на следващата година е избран за унгарски благородник (тъй като Хърватия по това време е под контрола на Короната на свети Стефан) с титлата фон Бойна. През 1908 г. е повишен на фелдмаршал-лейтенант и назначен за командир на 6-и корпус през април 1912 г.

## Първа световна война
Когато избухва Първата световна война през 1914 г., Бороевич командва 6-и корпус на Източния фронт. През септември същата година той поема командването на 3-та армия, а в началото на октомври успява да облекчи обсадените войски при Пшемишъл. След това изтегля войските си към Лиманова и към Карпатите, възпрепятствайки руснаците да достигнат Дунав. Руската контраатака през февруари и март 1915 г. почти успява да изтласка армията на Бороевич до Унгария, но той успява да ги удържи достатъчно до пристигането на германските подкрепления и да спасят застрашените Будапеща и Пресбург). Съвместната австро-унгарско-германска войска предприема офанзива (Горлицки пробив), която изтласква руснаците и освобождава Пшемишъл от обсадата.
Бороевич не остава дълго на Източния фронт и не става свидетел на освобождаването на Пшемишъл през юни, тъй като на 25 май 1915 г. той е изпратен на новообразувания Италиански фронт, вземайки част от 3-та армия със себе си и оставяйки остатъка на разположение на Аугуст фон Макензен. Там Борочевич поема командването на 5-а армия, която организира отбрана срещу италианците и сломява многобройни офанзиви. Франц Конрад фон Хьотцендорф му препоръчва да отстъпи и да не се опитва да защитава областта на днешна Словения, смятайки ще за неотбранима. Бороевич, разполагайки с 30 отряда, настоява, че словенците ще се борят здраво, за да защитят страната си. Мнението му се харесва от император Франц Йосиф, който му поверява командването на фронта по Изонцо.
Войските на Бороевич устояват на единадесет италиански атаки, поради което в Австро-Унгария е наричан „Рицарят от Изонцо“, докато войниците му го възславят с „Наш Свето“. За доблестта си в бой, той е повишен на генералоберст на 1 май 1916 г. На 23 август 1917 г. му е поверено главното командване на югозападния фронт, което по-късно е наречено Група армии Бороевич. През януари 1918 г. той се противопоставя на унгарските предложения австро-унгарската армия да се раздели на отделни австрийски и унгарски формирования. На 1 февруари 1918 г. е повишен на фелдмаршал и е награден с многобройни медали, включително и най-престижния австро-унгарски военен медал – военен орден на Мария Тереза.
Той се сражава до загуба в южното разклонение на последната австро-унгарска офанзива във втората битка при Пиаве. Фронтът се поддържа до края на октомври 1918 г., когато италианската армия предприема решително настъпление и побеждава австро-унгарската войска в битката при Виторио Венето. След това Бороевич се изтегля във Фелден ам Вьортер Зее, откъде изпраща телеграма на императора, предлагайки му да се насочи към Виена, за да се бори срещу антихабсбургските революционери в имперската столица. Предложението е отхвърлено, макар да не е ясно дали лично императорът го е сторил. През ноември имперската армия е демобилизирана, а Бороевич се пенсионира.

## След войната
След разпадането на Австро-Унгария Бороевич става гражданин на новосъздаденото Кралство Югославия. Той, обаче, не е добре дошъл в страната, въпреки че предлага услугите си на Националния съвет. Поради тази причина, решава да остане в Каринтия, Австрия. Личните му принадлежности са конфискувани в Карниола. Бороевич така и не разбира причините за лошото отношение, което го посреща по родните му земи.
Бороевич умира на 23 май 1920 г. в Клагенфурт. Тялото му е погребано на Централното гробище във Виена.